# Alegeri legislative în Polonia, 1919
Alegerile legislative din Polonia, 1919 au avut loc pe 26 ianuarie și au fost primele alegeri din A Doua Republică Poloneză. Alegerile, pe baza sufragiului universal și reprezentarea proporțională, au produs un parlament echilibrat între Dreapta, Stânga și Centru (comuniștii polonezi și evreii muncii evreiști generale Bunt au boicotat aceasta). Printre primele sarcini a Seim-ului a fost crearea de constituție, și Mica Constituție din 1919 a fost votată după prima sesiune, la 20 februarie 1919. În 1921, o constituție mai mare dar de asemenea și mai controversată (sprijinită de Dreapta spre deosebire de Stânga) a fost votată pentru Constituția din Martie. În teritoriile în care alegerile au avut loc, prezența la vot a fost la 70% la 90%. Partidele de Dreapta au câștigat 50% din voturi, partidele de Stânga - aproximativ 30%, - organizații evreiești - mai mult de 10%.
Deoarece în 1919 frontierele statului polonez recent restaurate nu au fost încă stabilite, guvernul Poloniei cu Josef Pilsudski a avut probleme cu crearea de circumscripții electorale. La un decret semnat de Pilsudski în 28 noiembrie 1918, Polonia a fost împărțită în mai multe districte, dintre care unii au fost parte a țării. Lista acestor cartiere prezintă o declarație a creanțelor teritoriale poloneze, mai degrabă decât situația reală de la sfârșitul  lui 1918. Aceasta acoperă întregul teritoriu al Regatului Poloniei (1916-1918), fostă regiune rusă Bilostok precum și ansamblul fostei provincii austriacă Galicia, chiar dacă partea sa estică a fost zona de conflict între polonezi și ucraineni (a se vedea Al Doilea Război Polono-Ucrainean).
Situația a fost chiar mai complicată în Occident, în teritoriile care au aparținut Imperiul German. Legislatorii polonezi au creat acolo mai multe districte electorale, chiar și în terenuri care nu au devenit parte din A Doua Republică Poloneză . Astfel, în afară de districtele din Poznań, Toruń, Kartuzy, Katowice și Gostyń, guvernul prevede crearea de districte în astfel de localități, după cum Bytom (Beuthen), Nysa (Neisse), Zlotów (Flatow), Gdańsk (Danzig) și Olsztyn (Allenstain). Alegerile din 1919 nu au fost organizate în aceste domenii, astfel acestea au rămas parte a Germaniei până în 1945.
În plus legislatorii polonezi au vrut alegeri care vor fi organizate în întreaga Silezie a Cieszynului (a se vedea, de asemenea, Zaolzie) prin urmare cartierele au fost create acolo în Cieszyn și Frydek-Mistek. De asemenea Districtul a acoperit mai multe comune Orawa și Spisz, cu orașele precum marca”Kie, Lubowla  și Nowa Wies Spišská (aceste locații au făcut parte din Polonia până la sfârșitul secolului al XVIII - lea) a se vedea: Tratatul de la Lubowla.